# Nededza
Nededza – wieś (obec) w północno-zachodniej Słowacji, w kraju żylińskim, w powiecie Żylina.

## Położenie
Wieś leży w północno-wschodniej części Kotliny Żylińskiej, u południowych podnóży Gór Kisuckich. Jej zabudowania leżą w większości w dolinie potoku Kotrčiná, ok. 6 km. na wschód od centrum Żyliny.

## Historia
Pierwsze wzmianki o miejscowości pochodzą z roku 1384. Należała wówczas do rodziny Nedeckých. Później jej część należała do feudalnego "państwa" z siedzibą na zamku Starý hrad.
W roku 1421 „państwo” przeszło w ręce Dersffych, następnie władali nim przedstawiciele Esterházych i Wesselenyich. Gdy wyszedł na jaw udział Wesselényich w antyhabsburskim spisku majątek ten został im odebrany, a po upadku powstania Thökölyego (1685) przekazany cesarskim generałom, Fridrichowi i Johannowi Löwenburgom. Ci utworzyli nowe dominium z siedzibą w Tepličce nad Váhom, do którego należały i Gbeľany. W 1749 r. w wyniku podziału majętności powstało nowe „państwo”, w którego skład wchodziły: Gbeľany, Dolný Vadičov, Lutiše, Pažite, Riečnica, Terchová, Tižina oraz część Strečna. Jego właściciele, rodzina Szerényich, w 1756 r. wybudowali istniejący do dziś barokowy pałac. W 1812 r. właścicielami wsi została rodzina Nyárych z Sučan, a w 1863 r. rodzina Zichych. W 1883 r. Karolina Zichy wniosła ten majątek jako wiano, wychodząc za mąż za Györgya Gusztáva Majlátha, hrabiego Ostrzyhomia. Ostatnim właścicielem Gbeľan był Ferdinand Ödön Majláth, który zmarł w 1929 r. Wdowa po nim, Huberta z d. Széchenyi, przeniosła się do Bratysławy, a po II wojnie światowej wyjechała do Szwecji.
Mieszkańcy wsi zajmowali się hodowlą bydła, drobnym rolnictwem i sadownictwem oraz pracą w lasach. Pracowali także na pańskich folwarkach w Gbeľanach, w Dolinie Vrátnej (stąd Starý dvor) oraz w Lutišach.

## Demografia
Według danych z dnia 31 grudnia 2010, wieś zamieszkiwało 966 osób, w tym 480 kobiet i 486 mężczyzn.
W 2001 roku rozkład populacji względem narodowości i przynależności etnicznej wyglądał następująco:
- Słowacy – 99,89%
- Niemcy – 0,11%

## Obiekty historyczne i zabytki
- Kasztel Pongráczów, renesansowy, z połowy XVI w. Murowany, piętrowy, z niewielką wieżą, otoczony kamiennym murem. Jego ostatnim właścicielem był Štefan Pongrácz[6]. Po jego śmierci majątek odziedziczyła jego siostra, Ludmiła, która w 1907 r. sprzedała kasztel gminie. Po II wojnie światowej odkupiła go jedna z rodzin, która urządziła w nim mieszkanie. W latach 90. obiekt kupił lokalny przedsiębiorca, który urządził w nim stolarnię. W roku 2011 odsprzedał on bardzo mocno zaniedbany kasztel gminie. Ta podjęła się jego restauracji. M. in. jedną część przebudowano w latach 2012-2014 na kościół katolicki. Remont pozostałej części dobiegał końca w 2020 r.[9]
- Dwór (słow. kúria) szlacheckiej rodziny Nyárych, klasycystyczny, z I połowy XIX w.
- Dwór (kúria) klasycystyczny, z I połowy XIX w., w górnej części wsi.
- Barokowa, kamienna rzeźba św. Jana Nepomucena z połowy XVIII w.